# 檜山信彦ショウ
檜山信彦ショウ（ひやまのぶひこショウ）は、かつてニッポン放送の土曜日朝の時間帯で放送されていたラジオ番組。パーソナリティは当時ニッポン放送のアナウンサー檜山信彦。放送期間は1974年10月5日から1975年5月24日まで。

## 放送時間
- 毎週土曜日　5:00～7:00

## 出演者
- パーソナリティ:檜山信彦

## 概要
当時ニッポン放送では、番組を担当するパーソナリティの名前に「ショウ」を付けたワイド番組を数多く放送しており、当番組もそのひとつである。土曜日早朝5時から7時までの2時間のワイド番組で、5時台と6時台の2部構成となっており、5時台は「さわやかモーニング」、6時台は「ほがらか歌謡曲」となっていた。
6時台は当番組開始以前から5時から7時までの時間枠で、『檜山信彦のほがらか歌謡曲』として放送されていた番組である。この6時台は『檜山信彦ショウ』終了後、再び5時から7時までの時間枠に戻り、1980年9月27日 まで引き続き『檜山信彦のほがらか歌謡曲』（マイクネームの変更により1976年4月以降は『ひやま信彦のほがらか歌謡曲』）として放送が継続された。